# Alcinoos
În mitologia greacă, Alcinoos, Alcinous, sau Alkinoos (în greaca veche Ἀλκίνοος, transliterat: Alkínoos, „spirit puterinic”), era fiul lui Nausithoos sau al lui Pheax, și tatăl prin Arete al prințesei Nausicaa, al lui Halios, al lui Clytoneu și al lui Laodamas.

## Argonauți
În mitul lui Iason și al argonauților, Alcinoos este reprezentat ca trăitor în Drepanum cu soția sa Arete. Argonauții, în călătoria de întoarcere din Colchida, au debarcat pe această insulă. Când colchienii, urmărindu-i pe argonauți, au sosit și ei pe insulă, au cerut ca Medeea, îndrăgostită de Iason, să le fie dată înapoi. Alcinoos a declarat că dacă Medeea era încă virgină, trebuia să le fie înapoiată, dar dacă era deja căsătorită cu Iason, el va proteja tânăra pereche contra colchienilor. Arete, auzind acest lucru, i-a căsătorit pe loc pe Iason și pe Medeea. Colchienii au fost, prin urmare, constrânși, prin stratagema Aretei, să plece fără prințesa lor, iar argonauții și-au reluat călătoria de întoarcere, după ce au primit daruri mărețe de la Alcinoos.

## Odiseea
Potrivit lui Homer, Alcinoos era regele feacilor pe insula Scheria și avea, prin Arete cinci fii și o fiică, prințesa Nausicaa. În raport cu timpul petrecut de Ulise la curtea lui Alcinoos, se poate considera că dimensiunea povestirii la Homer este foarte importantă. Se poate compara cu versiunea concisă a lui Hyginus.

### Interpretare și realitate istorică
Locul unde domnea Alcinous numit Scheria, potrivit celor mai creditate sondaje de opinie, ar fi insula Corcyra, cunoscută acum sub numele de Corfu. Această teorie este sprijinită și de Tucidide, istoric grec din Antichitate, care i-a plasat pe feaci pe această insulă.
Alte ipoteze îi plasează pe feaci pe insula Ischia sau în peninsula Istria.

## Izvoare
- Homer, Odiseea, În romînește de G. Murnu, Studiu introductiv și comentarii de D.M. Pippidi, Editura de Stat pentru Literatură și Artă, București, 1956.
- Hyginus, Fabule